# Grove Karl Gilbert
Grove Karl Gilbert (Rochester, Nova York, 1843 - 1918), fou un geòleg estatunidenc que treballà per a la U.S. Geological Survey des de la seva creació en 1879.
Entre els seus treballs destaquen els dedicats al Llac Bonneville, un llac del Pliocé localitzat en la major conca endorreica dels Estats Units. Aquest llac desapareixé quasi per complet al desbordar-se i produir una de les majors inundacions de la història del nostre planeta. El Great Salk Lake (el Gran Llac Salat) és el seu romanent actual.
Avançà en 6 dècades el desenvolupament de la tectonofísica, Gilbert proposà en 1881 el comportament flexural de l'escorça terrestre, un procés que avui es coneix com a flexió litosfèrica.
Rebé la medalla Wollaston de la Societat Geològica de Londres el 1900.

## Publicacions
- "Report on the geology of the Henry mountains (1877)
- "Lake Bonneville" US Geological Survey Monograph No. 1. 1890. 438 p.
- "The Underground Water of the Arkansas Valley in Eastern Colorado" (1896)
- "Harriman Alaska Expedition, Volume 3: Glaciers and glaciation (1899)
- "The San Francisco Earthquake and Fire of April 18, 1906, and Their Effects on Structures and ..." (1907)
- "The transportation of débris by running water" US Geological Survey Professional Paper No. 86 (1914)